# Ranetsham

Ranetsham 3, 2023

Ranetsham ist ein Gemeindeteil der Gemeinde Buchbach im oberbayerischen Landkreis Mühldorf am Inn.

## Lage
Der Weiler Ranetsham liegt vier Kilometer südöstlich von Buchbach in der Gemarkung Ranoldsberg oberhalb des Wieser Grabens, der in den Walkersaicher Mühlbach mündet.

## Bevölkerungsentwicklung
Um 1871 gab es in Ranetsham vier Einwohner. Im Mai 1987 lebten dort zehn Einwohner in drei Wohngebäuden.
| Jahr      | 1871 | 1925 | 1950 | 1970 | 1987 |
| Einwohner | 4    | 7    | 15   | 8    | 10   |